# 21409 Форбс
21409 Форбс (21409 Forbes) — астероїд головного поясу, відкритий 20 березня 1998 року.
Тіссеранів параметр щодо Юпітера — 3,593.